# إيونوميوس السيزيكوسي

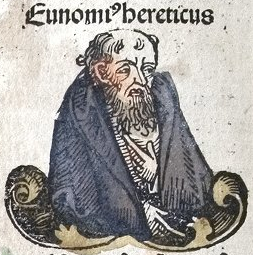
من يوميات نورمبرج

إيونوميوس (باليونانية: Εὐνόμιος Κυζίκου)‏ (توفي عام 393)، أحد قادة الأريوسيين المتطرفين، الذين يُطلق عليهم أحيانًا اسم الأنوميانيين، ولد في داكورا في كابادوكيا أو في كورنياسبا في بونتوس. أوائل القرن الرابع.